# Ardy Wiranata
Ardy Bernardus Wiranata (født 10. februar 1970), indonesisk badmintonspiller som deltog i de olympiske lege 1992 i Barcelona.
Wiranata vandt en sølvmedalje i badminton under Sommer-OL 1992 i Barcelona. Han kom på en andenplads singleturneringen i badminton for mænd efter sin landsmand Alan Budikusuma og de begge tabende semifinalister som begge fik bronzemedaljer Thomas Stuer-Lauridsen fra Danmark og Hermawan Susanto fra Indonesien.